# Perdita pelargoides
Perdita pelargoides is een vliesvleugelig insect uit de familie Andrenidae. De wetenschappelijke naam van de soort is voor het eerst geldig gepubliceerd in 1916 door Cockerell.